# Kalbach
Kalbach è un comune tedesco di 6 511 abitanti,, situato nel land dell'Assia.